# Foltos háncscincér
A foltos háncscincér (Oplosia cinerea) a cincérfélék családjába tartozó, Európában honos, lombos fákon élő bogárfaj. 

## Megjelenése
A foltos háncscincér testhossza 8-13 mm. Testalkata robusztus. Az előtor nagyjából téglalap alakú, oldalaiból egy-egy erős tüske áll ki. A szárnyfedők oldalvonalai kb. háromnegyedükig párhuzamosak. Alapszíne fekete, de egész teste sűrű, fehéresszürke szőrökkel fedett. A szárnyfedők alapszőrözete barna, feketésbarna és sárga szőrfoltokkal tarkítva. A középvonalon túl bizonytalan szélű, sötét harántcsík látható, a szárnyfedők vége rozsdabarnás, de az elülső részen is vannak szabálytalan alakú, néha kiterjedtebb, a középső szalaghoz is kapcsolódó világos foltok. Csápja lesimuló szőrökkel fedett, alul hosszú, elálló szőrökkel; az első és második íz fekete, a harmadiktól az ízek töve szürkén szőrözött. A lábszárak vége, a lábfejek a második ízétől feketén szőrözöttek.

## Elterjedése és életmódja
Európában honos, a Pireneusoktól Nyugat-Oroszországig. Magyarországon ritka, Budapest és Siófok környékén ismertek állományai.
Lárvája különféle lombos fák (elsősorban hárs, de bükk, mogyoró, berkenye stb. is) korhadó, nyirkos (többnyire földre hullott) vastagabb ágaiban él. A kéreg alatt a fa felszínén (és részben a kéregben) rágja galériáit, majd sekély, rágcsálékkal töltött bábkamrában bebábozódik. Fejlődése egy-két évig tart. Az imágó május-júliusban rajzik, többnyire a tápnövény száraz ágain tartózkodik. 

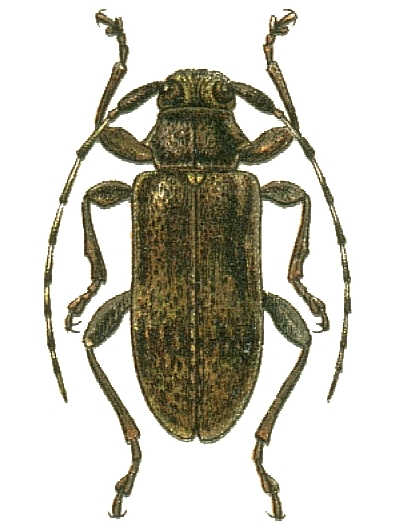
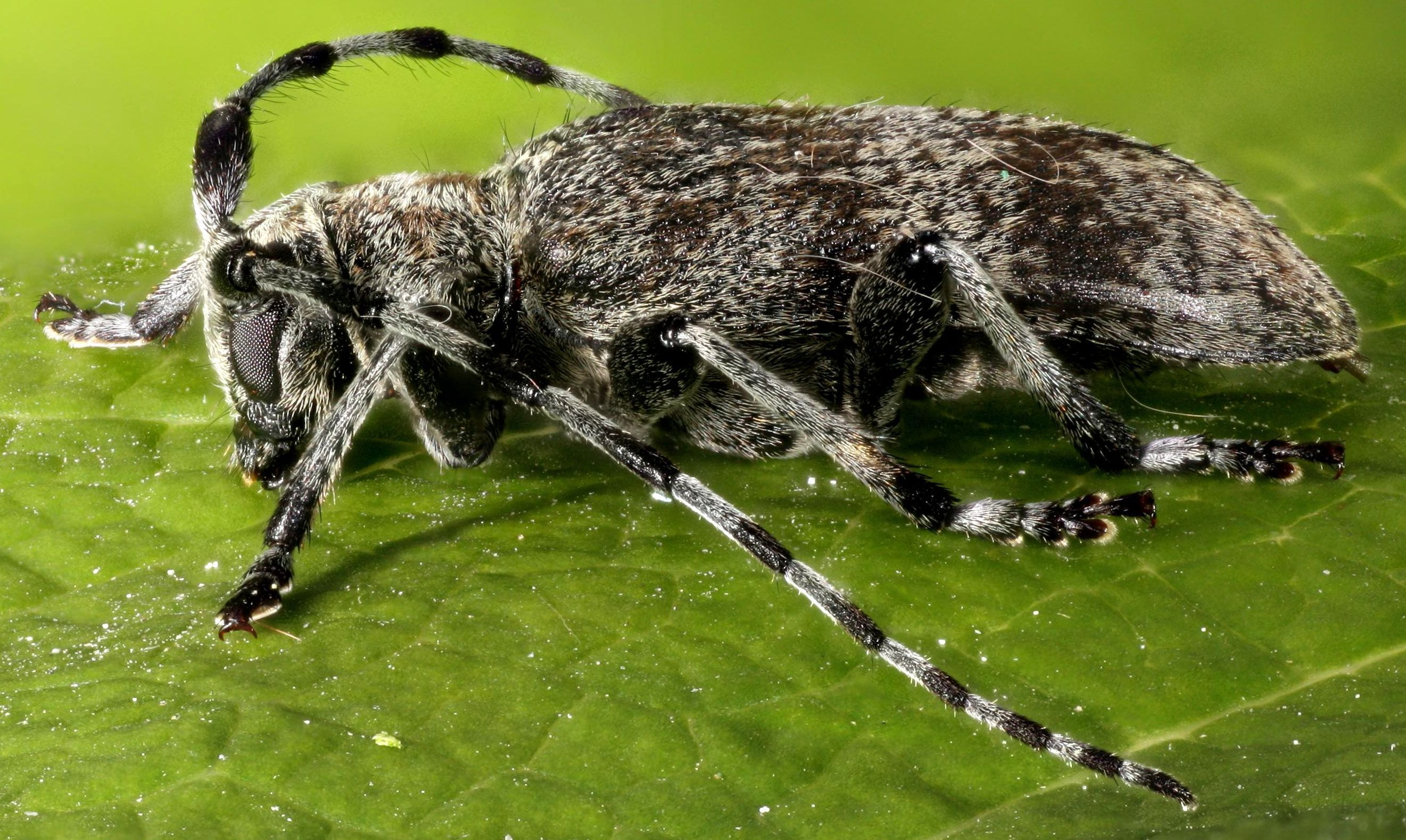
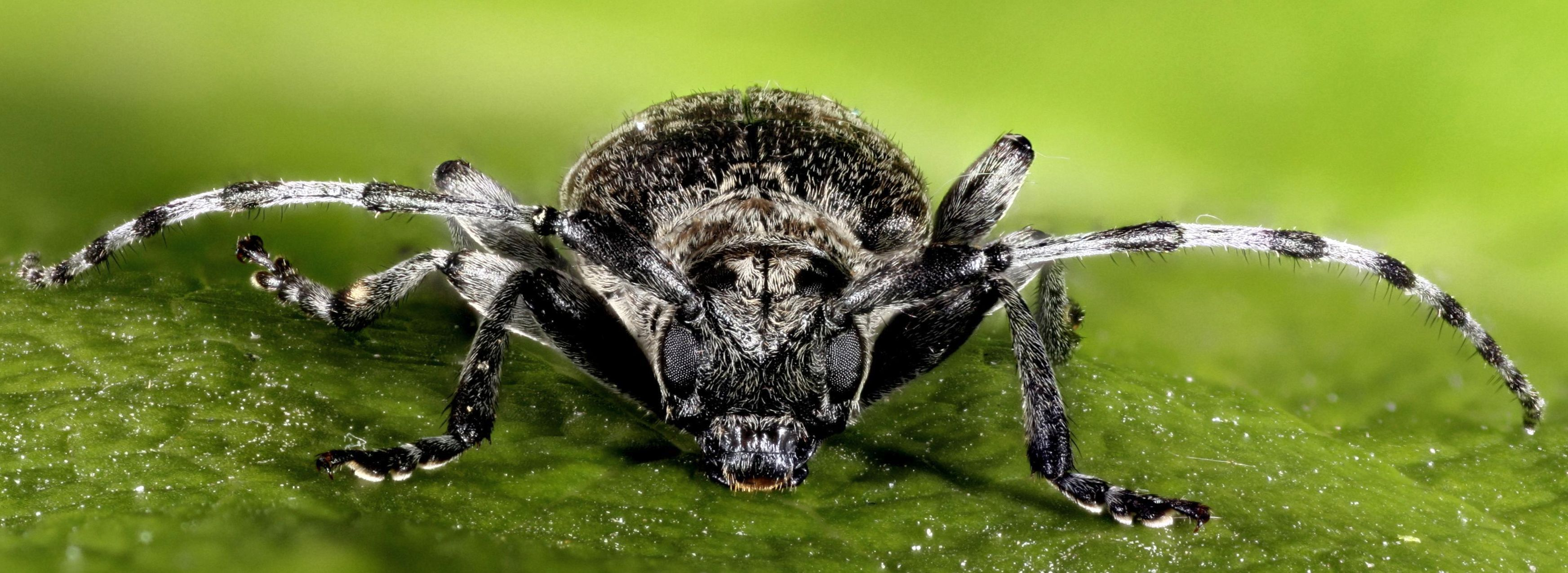

Magyarországon nem védett.